# Olivetti Elea

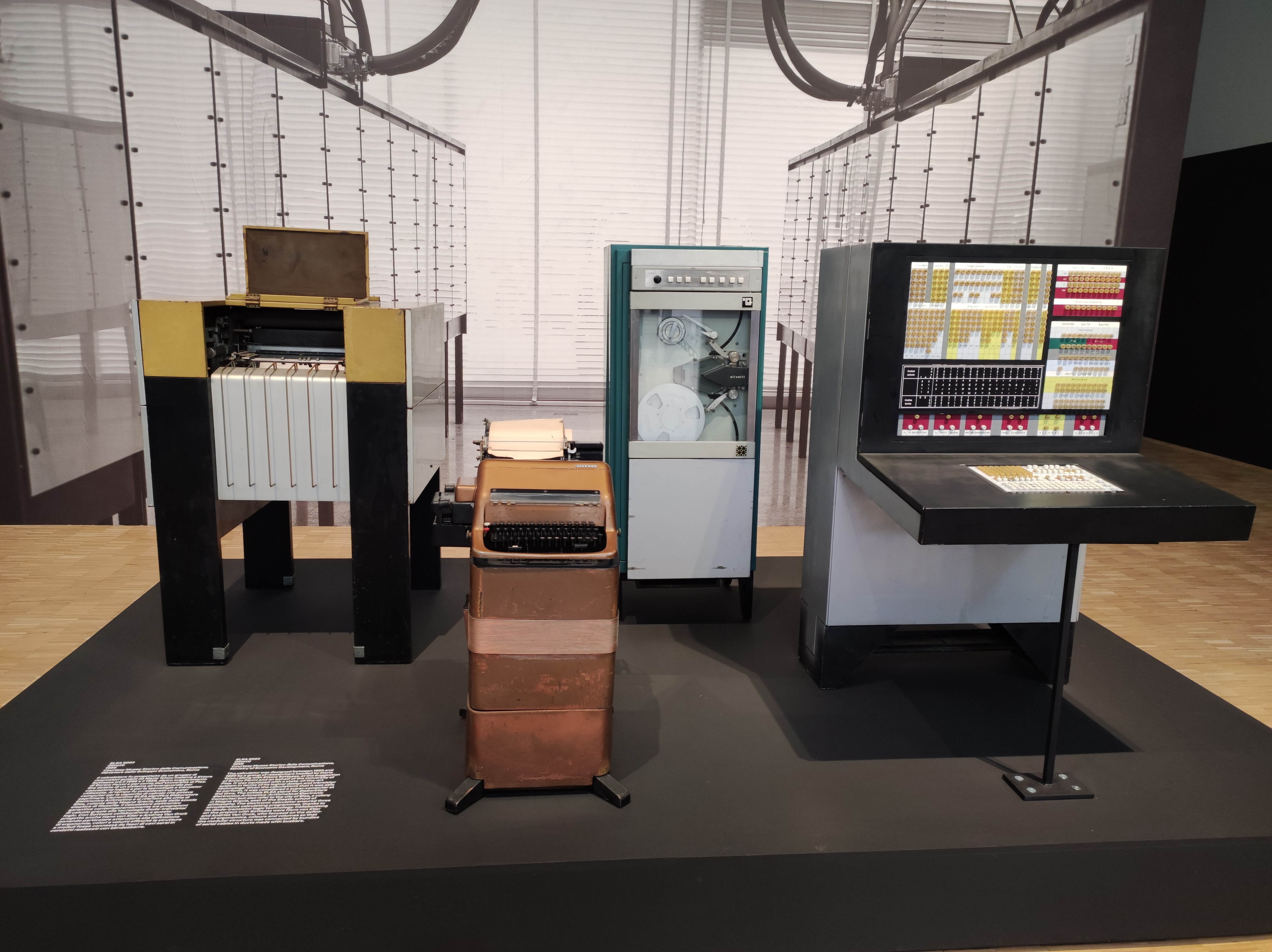
Quelques modèles d'ordinateurs de la gamme Olivetti Elea

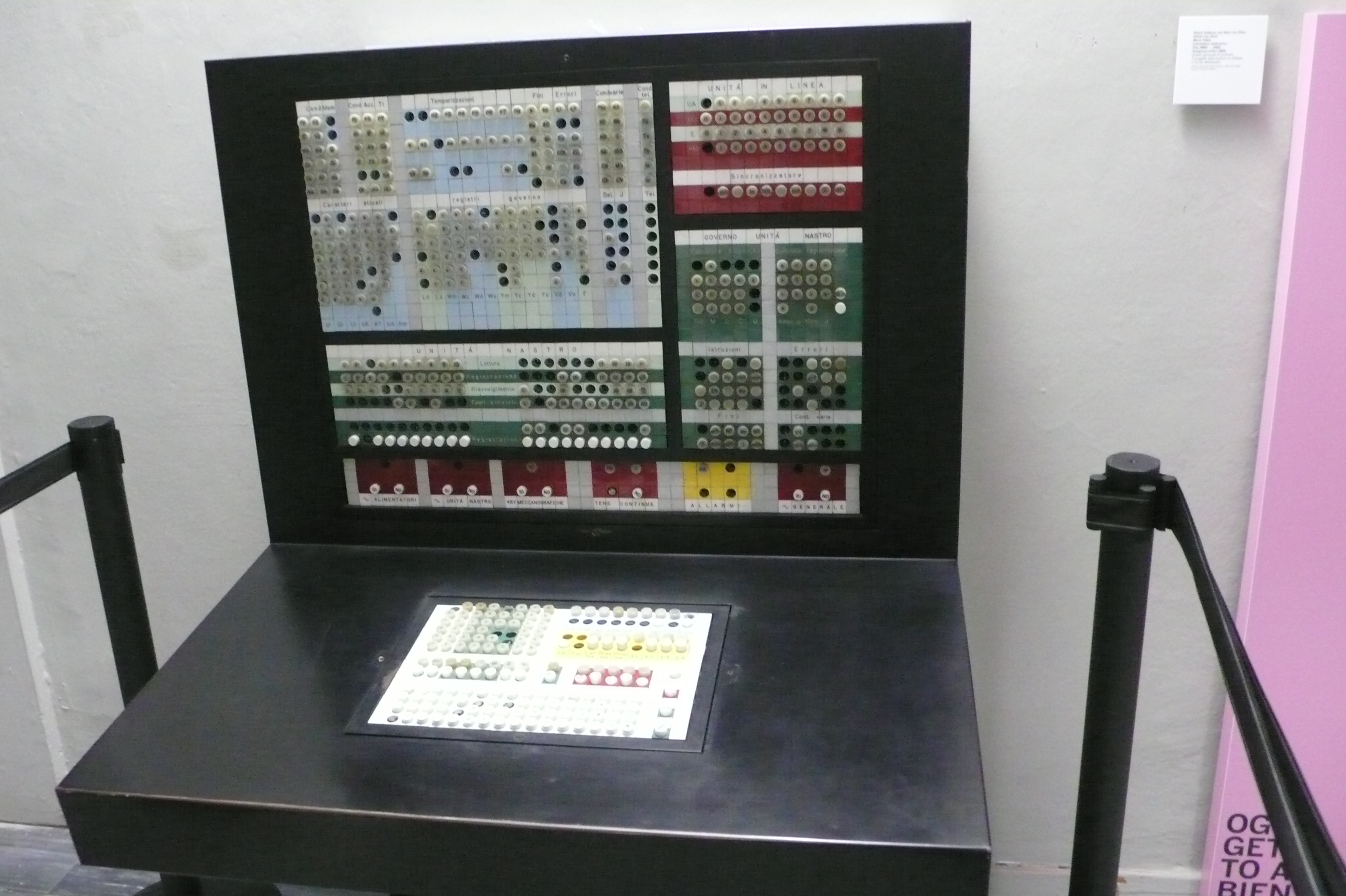
Console de l'ordinateur Olivetti Elea 9003 due à Ettore Sottsass, récompensé par le Prix Compasso d'Oro en 1959.

Elea (acronyme de ELaboratore Elettronico Automatico - Calculateur Electronique Automatique), est le nom d'une large gamme d'ordinateurs centraux développés par le constructeur italien Olivetti dans la seconde moitié des années 1950 dont la troisième génération, appelée Elea 9003, était la première de l'histoire entièrement réalisée avec des composants semi-conducteurs (puces électroniques). Il a été pensé, conçu et développé par un petit groupe de jeunes chercheurs italiens dirigé par Mario Tchou, directeur du "Laboratoire de Recherches Électroniques Olivetti" de Pise.
Il a été commercialisé à peine quelques semaines après son concurrent Siemens 2002, qui utilisait encore des tubes à vide, et plusieurs mois avant l'IBM 7090, le premier ordinateur tout transistor d'IBM, son unique véritable concurrent.

## Les différentes générations

### Elea 9000
L'Elea 9000 est le plus gros ordinateur construit par Olivetti, proportions et puissance supérieures. C'est une gamme qui comporte quatre générations successives : 9001, 9002, 9003 et 9004, dont seule la troisième a été effectivement commercialisée.

### Elea 9001

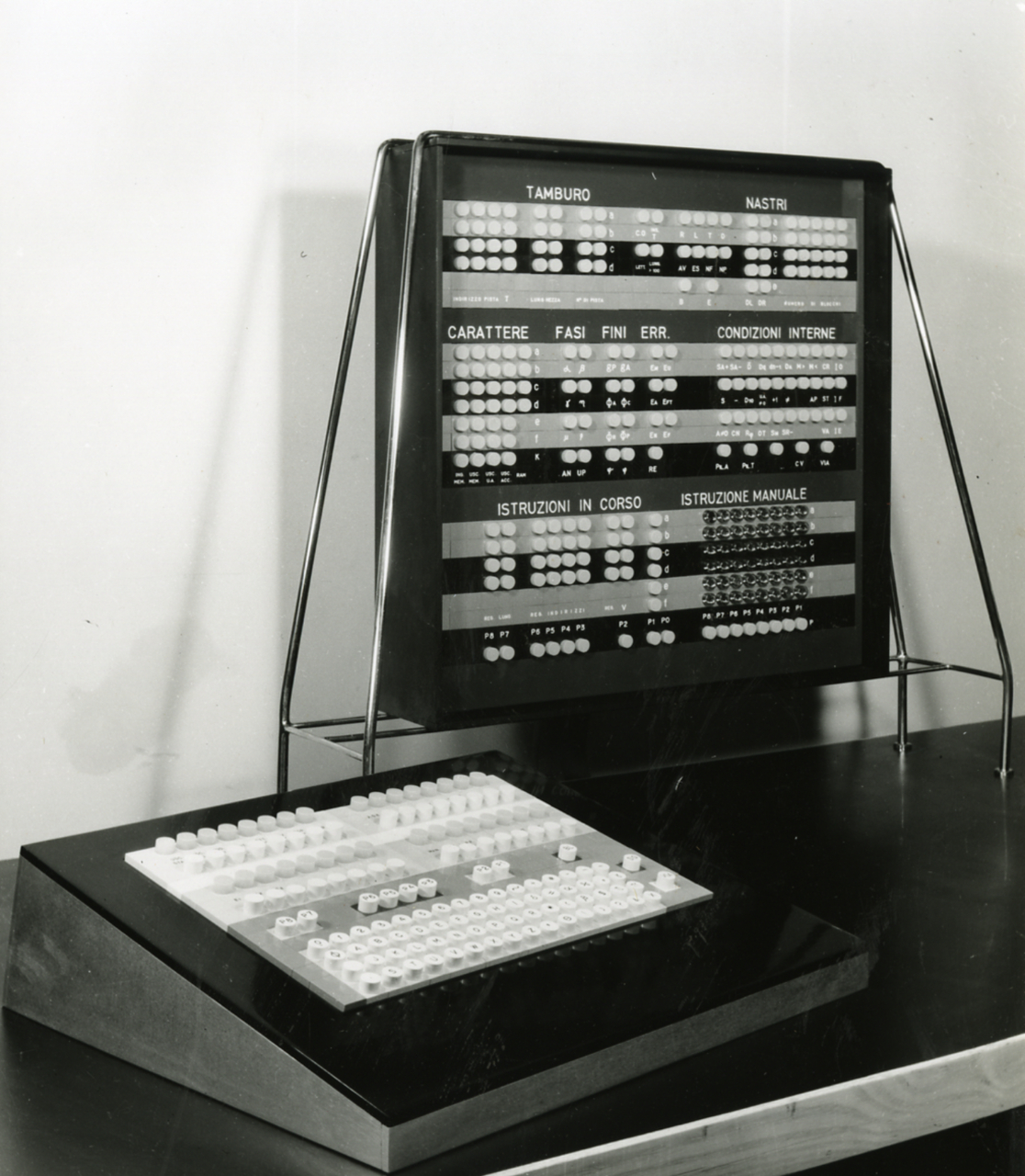
Console de commande Elea 9001 (Photo de Paolo Monti, 1968)

Identifiée "Machine Zéro", il s'agissait en fait d'un prototype à tubes électroniques (ou tubes à vide ou lampe) à assemblage de fils libres, avec une partie transistor en germanium, destinée à la gestion des bandes. L'ordinateur a été achevé au printemps 1957 et utilisé à l'usine Olivetti d'Ivrée, où il a permis de gérer les entrepôts de production Olivetti pendant 6 ans. La machine était un prototype dont le raffinement a eu lieu pendant sa première année de fonctionnement.

### Elea 9002
Cet ordinateur baptisé "Machine 1V" était aussi un prototype à tubes à vide avec un montage sur circuits imprimés d'une conception optimisée. Beaucoup plus rapide que son prédécesseur, il utilisait des transistors au silicium pour piloter les lecteurs de bande. La machine n'a pas été commercialisée, mais a servi de test pour les transistors, qui se sont avérés plus fiables et moins chers que les tubes à vide.

### Elea 9003

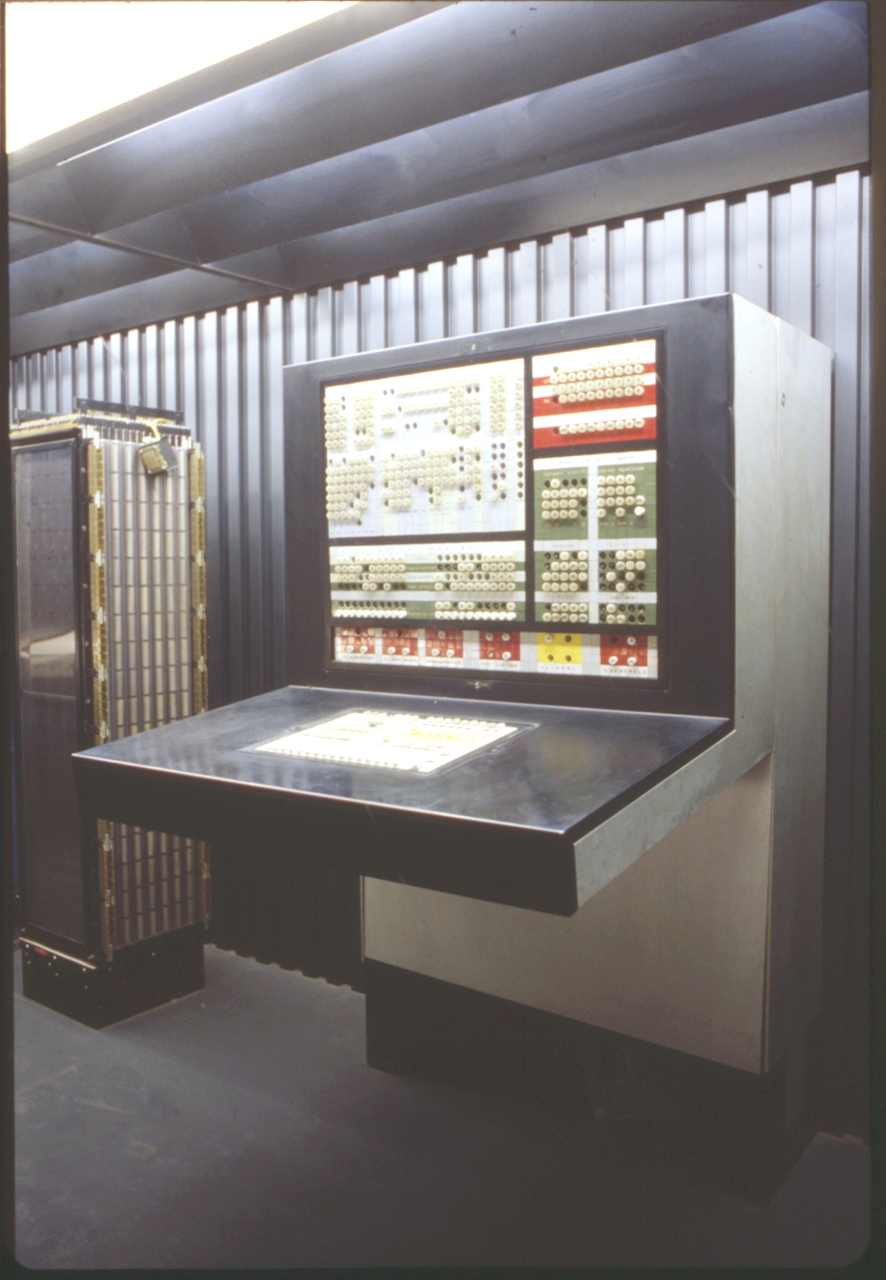
Console de commande et clavier de l'Olivetti Elea 9003 (1958)

En octobre 1957, le modèle 9003 ("Machine 1T") est conçu avec la particularité d'être entièrement à transistors, avec la technologie DTL - Logique diode-transistor. Présenté à la Foire de Milan de 1959, il figurait parmi les tout premiers ordinateurs commerciaux tout transistors au monde. D'un point de vue logique, la machine était dotée de capacités multitâches, pouvant gérer trois programmes simultanément. Dans l'Elea 9003, l'information minimale, c'est-à-dire le caractère, était contenu dans 7 bits, 6 contenaient les données et un bit était utilisé pour le contrôle de parité. Le jeu graphique se composait donc de 64 configurations (26), qui comprenaient des signes, des chiffres et des majuscules (actuellement on utilise des caractères de 8 bits, appelés octets).

### Elea 9004
En juin 1961, lors d'une rencontre entre Mario Tchou et le mathématicien italien Mauro Pacelli, ils conviennent de créer un nouvel ordinateur scientifique pour l'INAC - Institut pour les applications du calcul « Mauro Picone » (en) sur lequel serait basé le nouveau Elea 9004. Les fonctionnalités les plus innovantes étaient la mémoire cache Stack (similaire à ce qui était utilisé par le Burroughs 5000), ce qui le rendait particulièrement adapté à la programmation en langage ALGOL et à la microprogrammation. Les langages de programmation préférés étaient Palgo, un dérivé d'ALGOL, et un programme assembleur nommé PSYCHO. Le projet est immédiatement lancé mais, quelques mois plus tard, Mario Tchou décède dans un accident de voiture alors qu'il se rendait de Borgolombardo à Ivrée pour en discuter avec la direction de l'entreprise. À ce stade, le projet piétine, pour être définitivement terminé en 1964, après la cession de la division électronique d'Olivetti à General Electric. Un seul exemplaire de la machine sera construit, l'Elea 9104, dit CINAC (ordinateur de l'INAC) qui est actuellement conservé au Musée des outils de calcul de Pise. Le défaut majeur de cet ordinateur, pourtant très performant, était dû à l'absence de ses propres compilateurs car le développement de Palgo et Psycho n'a jamais été totalement achevé.

### Elea 6000 & 4000

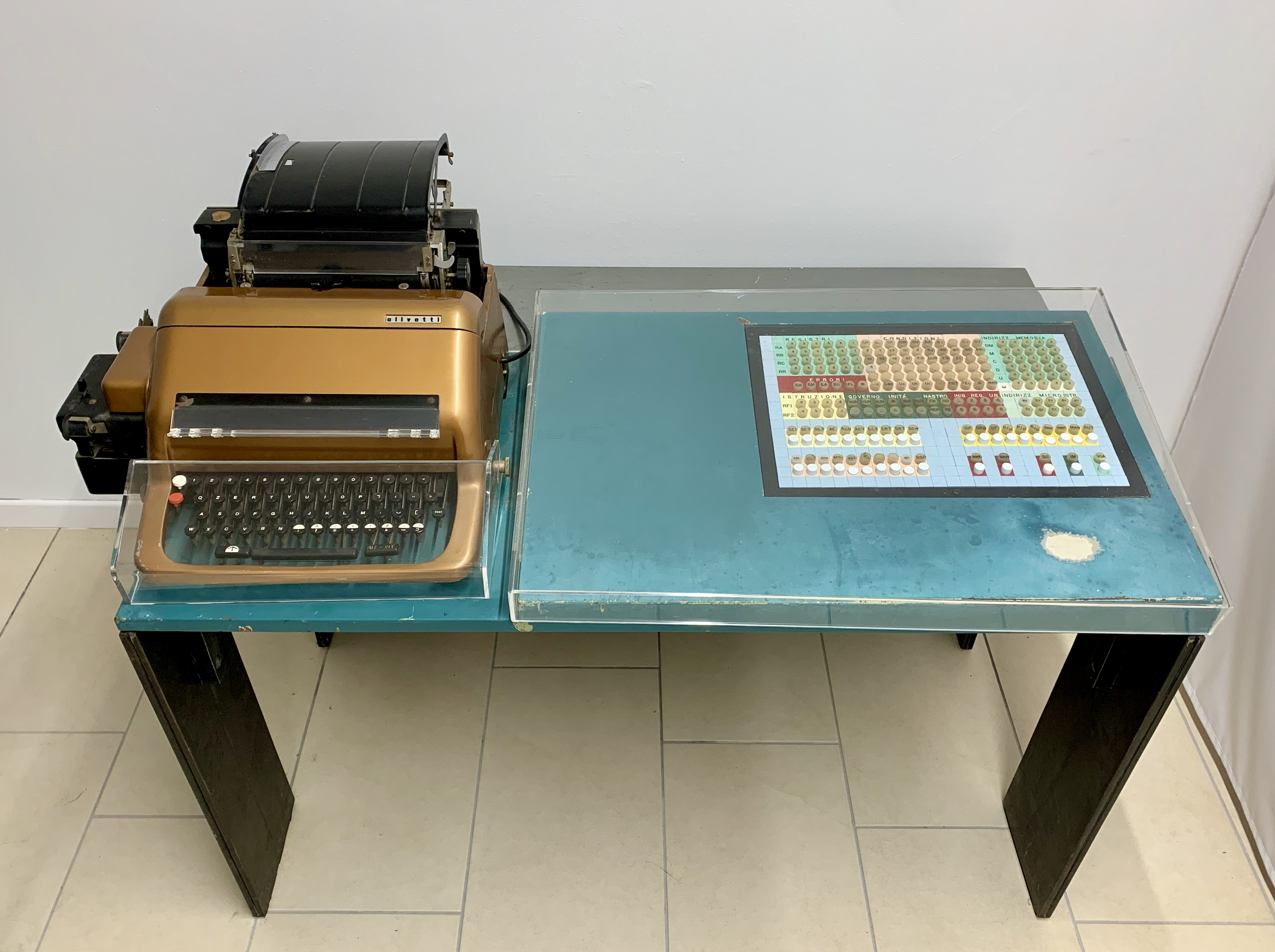
Olivetti Elea 6001 - Musée des instruments pour le calcul de Pise et exposition Hello World! (2019-2020).

La gamme des ordinateurs Elea 6000 a été créée dans le cadre de puissances, dimensions et prix inférieurs à la gamme 9000. Elle avait été conçue initialement comme des ordinateurs scientifiques (4 bits), qui mettaient en œuvre la technique de la microprogrammation, particulièrement utile pour une utilisation scientifique et technique et qui a connu une diffusion notable dans les universités et les centres de recherche. Par la suite, une version a également été dérivée pour les applications commerciales et commerciales (4 + 4 bits), avec contrôle par microprogramme, dont environ 170 exemplaires ont été produits. En 1964-1965, la série Elea 4000 avec contrôle par microprogramme a été lancée qui a connu un énorme succès mondial avec plus de 40.000 exemplaires vendus. En 1965-1966 la série GE-100 (nom initial Elea 4-115) fut construite sous le nom de OGE (Olivetti-General Electric, puis General Electric et même sous la marque Honeywell (GE 105, GE-115-1, GE 115-2 (8 bits - 16 Ko), circuits intégrés GE-120, GE-125, GE-130), très performants et populaires aux États-Unis. L'ordinateur Olivetti GE 115-2, conçu par Ferruccio Zulian était le deuxième ordinateur le plus vendu dans le monde après IBM, appelé confidentiellement " the dolly " - la poupée, il sera également utilisé dans certains films de science-fiction produits à Hollywood,,,,.

## Épilogue

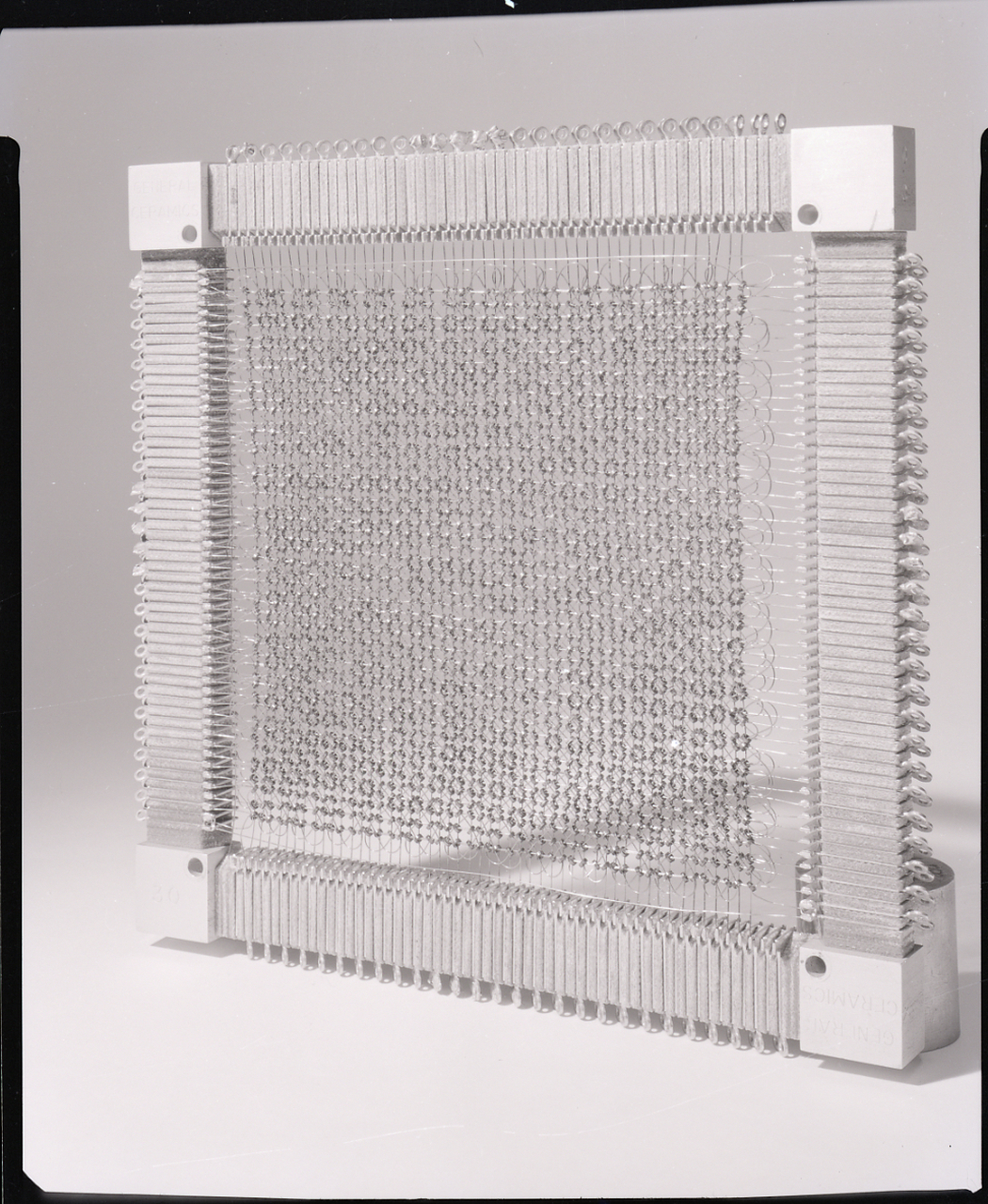
Mémoire tampon à noyau magnétique avec billes de ferrite - Photo de Paolo Monti (1960).

Les décès rapprochés d'Adriano Olivetti (1960) et de Mario Tchou (1961) ont mis un frein aux travaux du laboratoire, qui a ensuite été vendu à General Electric. Cela a sonné le glas de la gamme des calculatrices Elea.
En 1979, le Groupe Olivetti crée Elea Spa, une entreprise spécialisée dans la formation et le conseil dans les domaines technologiques et organisationnels.

## Statut actuel
Le spécimen Elea 9003 qui appartenait à la banque Monte dei Paschi di Siena est aujourd'hui préservé et conservé par l'Institut technique "Enrico Fermi" de Bibbiena (AR) et par le MIB - Bibbienese Computer Museum et par le MIB - Musée de l'informatique de Bibbiena.
L'ordinateur a été donné par la banque dans les années 1970, a été démonté et remonté dans le nouveau siège social par Mario Babbini, le technicien qui, aujourd'hui encore, se à sa maintenance et le montrer aux passionnés qui se rendent à Bibbiena.
Un exemplaire du GE-120, installé à l'origine à l'aéroport de Zurich, est conservé au Musée interactif d'archéologie informatique (MIAI) à Narcose,,.